# Hiệp ước về việc thành lập Liên Xô
Hiệp ước về việc thành lập Liên Xô chính thức tạo ra Liên bang Cộng hòa Xã hội chủ nghĩa Xô viết (thường được gọi là Liên Xô). Nó de jure hợp pháp hóa một liên minh của một số nước cộng hòa Xô viết và tạo ra một chính phủ liên bang tập trung mới (Đại hội Xô viết Liên Xô và Ủy ban Chấp hành Trung ương Liên Xô (TsIK) nắm quyền lập pháp trong khi Hội đồng Dân uỷ nắm quyền hành pháp) chức năng đã được tập trung ở Moskva.
Hiệp ước cùng với Tuyên bố tạo Liên Xô đã được phê chuẩn vào ngày 29 tháng 12 năm 1922 bởi một hội nghị của các phái đoàn từ Nga Xô viết, Ngoại Kavkaz Xô viết, Ukraina Xô viết và Belorussia Xô viết. Hiệp ước và tuyên bố đã được Đại hội Xô viết lần thứ nhất xác nhận và được ký bởi những người đứng đầu các phái đoàn  –  Mikhail Kalinin, Mikhail Tskhakaya, Mikhail Frunze và Grigory Petrovsky, Aleksandr Chervyakov tương ứng vào ngày 30 tháng 12 năm 1922. Hiệp ước cung cấp sự linh hoạt để thừa nhận các thành viên mới. Do đó, vào năm 1940, Liên Xô đã tăng từ bốn nước cộng hòa thành 15 nước cộng hòa.
Ngày 8 tháng 12 năm 1991, tổng thống Nga, Ukraina và Belarus đã ký hiệp định Belovezha. Thỏa thuận tuyên bố giải thể Liên Xô bởi các quốc gia sáng lập của nó (bác bỏ Hiệp ước 1922 về việc thành lập Liên Xô) và thành lập CIS. Ngày 10 tháng 12, hiệp định đã được phê chuẩn bởi nghị viện Ukraina và Belarus. Vào ngày 12 tháng 12, thỏa thuận đã được Quốc hội Liên bang Nga phê chuẩn, do đó Nga Xô viết đã từ bỏ Hiệp ước về việc thành lập Liên Xô và thực tế tuyên bố độc lập của Nga từ Liên Xô.
Vào ngày 26 tháng 12 năm 1991, Liên Xô tự giải thể bởi Hội đồng Cộng hòa Viết Xô Tối cao Liên Xô, thượng viện Quốc hội Xô viết (Hạ viện, Xô viết Liên bang không có số đại biểu).

## Nguyên nhân của hiệp ước
Hiệp ước là kết quả của nhiều cuộc xung đột chính trị nội bộ bên trong Đảng Bolshevik và các chính phủ bên trong Liên minh. Ban đầu Vladimir Lenin không thấy cuộc Cách mạng Tháng Mười của Nga sẽ chấm dứt tất cả các biên giới nước ngoài như vậy. Quan điểm này được hỗ trợ bởi Leon Trotsky và những người theo ông, những người tin rằng Nga chỉ là một bước đầu tiên trong một cuộc cách mạng thế giới trong tương lai. Tuy nhiên, khi Hồng quân tiếp cận biên giới nội bộ và ngoại quốc cũ, nó cần một cái cớ để vượt qua chúng. Một phương pháp như vậy là tạo ra một chính phủ thay thế, Nhà nước Xô viết, sau đó sẽ tiếp quản quyền lực khi Hồng quân lật đổ chính phủ hiện tại. Đây là trường hợp với Ukraina, Gruzia, Armenia và Azerbaijan và các chiến dịch thất bại như ở các nước vùng Baltic và Ba Lan. Ngoài ra, nó sẽ sử dụng sự hiện diện của một thiểu số để làm suy yếu quân đội đứng (như thành lập Tatar và vùng tự chủ Bashkir), và nơi không có dân tộc thiểu số, một chính phủ dựa trên địa lý địa lý - Cộng hòa Viễn Đông, Turkestan.
Tuy nhiên, thất bại cuối cùng của Hồng quân trong chiến dịch Ba Lan đã đặt kế hoạch của cuộc cách mạng thế giới của Trotsky. Đồng thời con số ngày càng tăng của Joseph Stalin theo đuổi một chương trình nghị sự khác. Bản thân Lenin đã chứng kiến sự sáng tạo của các nước cộng hòa quốc gia như là một đặc điểm lâu dài phù hợp với chính sách korenizatsiya của ông. Vào mùa xuân năm 1922, Lenin bị đột quỵ đầu tiên, và Stalin, vẫn là một Ủy ban Nhân dân cho Dân tộc đã giành được một chiếc ghế chính thức mới làm Tổng Bí thư Đảng Cộng sản Liên Xô.
Stalin lập luận rằng bây giờ Nội chiến Nga đã kết thúc và chiến tranh chủ nghĩa cộng sản đã được thay thế bởi chính sách kinh tế mới, nó yêu cầu một quốc gia có khung pháp lý phù hợp với thực tế, và tổ chức lại nhà nước Bolshevik thành một thực thể có chủ quyền. Điều này bao gồm việc thanh lý các chính phủ Liên Xô nhiều lần và khôi phục lại quy tắc tối cao cho Moskva.
Dòng này đã trực tiếp mâu thuẫn với cả hai người ủng hộ của người bản địa và một số chính quyền địa phương, đáng chú ý nhất ở Ukraina (đối lập của Christian Rakovsky) và Gruzia (vụ Gruzia). Do đó hiệp ước có thể được xem như là một thỏa hiệp giữa các nhóm khác nhau trong trại Bolshevik, để đáp ứng nguyện vọng của các dân tộc thiểu số lớn (ví dụ có tên là Gruzia và Ukraina) và cho phép mở rộng tiềm năng. Byelorussia là nước cộng hòa nhỏ nhất, tuy nhiên ngôn ngữ chính thức của nó bao gồm tiếng Ba Lan và tiếng Yiddish ngoài Nga và Belarus làm suy yếu quyền lực của các nước láng giềng Đệ nhị Cộng hòa Ba Lan và sử dụng số lượng người Do Thái khá lớn, cũng như người Belarus và người Ukraina ở Ba Lan như một cột thứ năm trong tương lai. Đồng thời, nó tạo ra một chính phủ liên bang tập trung mới, nơi các chức năng chính rõ ràng sẽ nằm trong tay của Moskva.

### Danh sách các điều ước trước
- Ngày 30 tháng 9 năm 1920, Hiệp ước Quân sự và Kinh tế của Liên minh (Nga Xô viết và Azerbaijan Xô viết)
- Ngày 28 tháng 12 năm 1920, Hiệp ước Công nhân-Nông dân Liên minh (Nga Xô viết và Ukraina Xô viết)
- 16 tháng 1 năm 1921, Hiệp ước Công nhân - Nông dân Liên minh (Nga Xô viết và Byelorussia Xô viết)[3]

## Nội dung

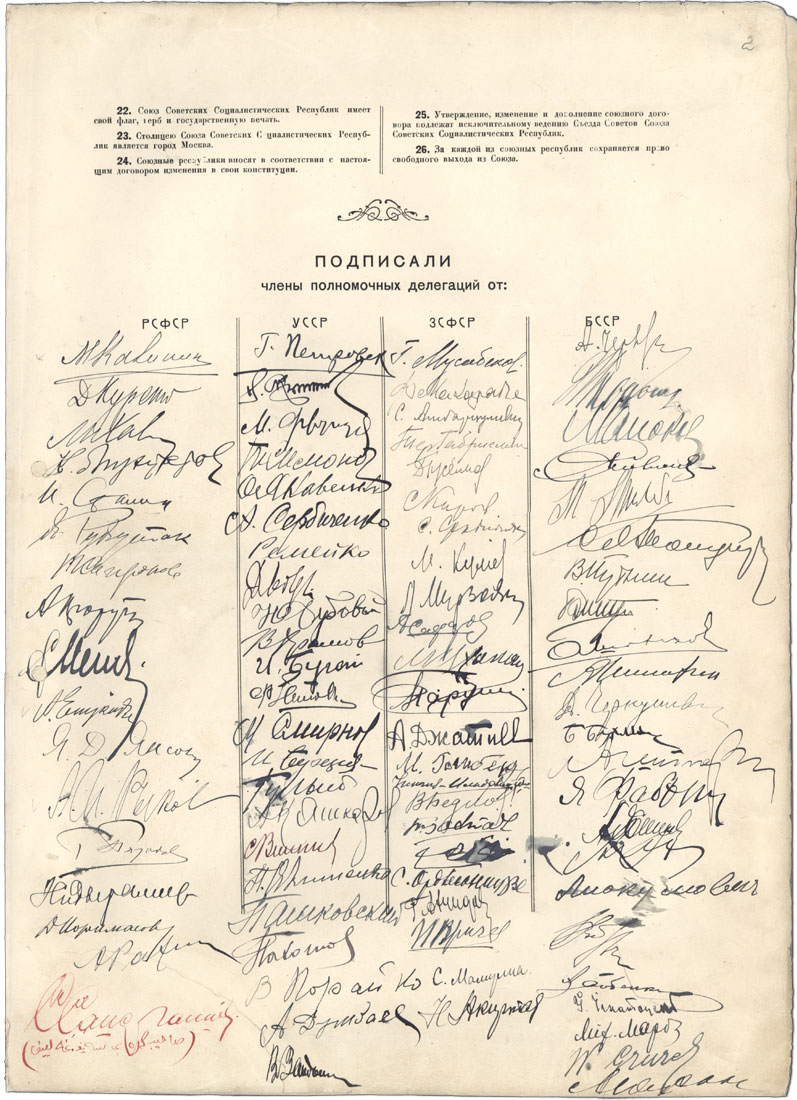
Tuyên bố và hiệp ước về việc thành lập Liên Xô, 1922, trang 3 (có chữ ký)

Tài liệu gốc bao gồm một trang bìa, tờ khai, hiệp ước (gồm lời nói đầu và 26 điều khoản) và chữ ký của các đoàn đã ký tên.
Trong trang bìa, quốc hiệu "Liên bang Cộng hòa Xã hội chủ nghĩa Xô viết" được đánh máy bằng tiếng Nga, tiếng Pháp, tiếng Anh và tiếng Đức, cũng như các từ thực tế Hiệp ước về hình thành Liên bang Cộng hòa Xã hội chủ nghĩa Xô viết cũng bằng bốn thứ tiếng đó. Nó chứa biểu tượng nhà nước ban đầu của Liên Xô.
Các tuyên bố đã được viết như một sự phản ánh về hiện đại quan hệ quốc tế và tại sao hiệp ước là cần thiết. Theo tường thuật, hiện nay có hai trại riêng biệt, một nhà tư bản "khai thác" với chủ nghĩa thực dân, chủ nghĩa chauvin và bất bình đẳng xã hội và dân tộc và một xã hội chủ nghĩa "tự do" với sự tin tưởng lẫn nhau, hòa bình và hợp tác quốc tế và đoàn kết. Các cựu tìm cách để tiêu diệt sau này, nhưng vì lợi ích chung mà sau này được dựa trên, trước đây đã thất bại.
Tuyên bố tiếp tục và liệt kê ba yếu tố là tại sao Liên minh này là một bước cần thiết. Trước hết, hậu quả của cuộc nội chiến đã khiến nhiều nền kinh tế của các nước cộng hòa bị phá hủy, và xây dựng lại theo kiểu xã hội chủ nghĩa mới đang chứng tỏ khó khăn mà không có sự hợp tác kinh tế chặt chẽ hơn. Thứ hai, các mối đe dọa nước ngoài tiếp tục lan rộng trên các trại xã hội chủ nghĩa, và chủ quyền của nó đòi hỏi một liên minh để bảo vệ. Cuối cùng, yếu tố tư tưởng, rằng sự cai trị của Liên Xô là quốc tế trong tự nhiên và đẩy khối lượng công việc đoàn kết trong một gia đình xã hội chủ nghĩa duy nhất. Ba yếu tố này hợp lý trong một trạng thái duy nhất sẽ đảm bảo sự thịnh vượng, an ninh và phát triển.
Cuối cùng, tuyên bố sau đó quy định rằng Liên bang Cộng hòa Xã hội chủ nghĩa Xô viết là một trong những ý tưởng được tạo ra theo ý chí tự do của dân tộc, rằng mục đích của nó tuân theo những lý tưởng của Cách mạng tháng Mười, rằng mỗi nước cộng hòa xã hội chủ nghĩa có quyền tham gia và rời khỏi Liên bang theo ý riêng của mình, và gián tiếp tại các chính sách đối ngoại của Liên Xô chủ nghĩa phục hồi lãnh thổ (xem cuộc cách mạng thế giới), kết thúc việc nói rằng các hiệp ước... sẽ phục vụ một bước quyết định trên con đường thống nhất của tất cả các công nhân thành một "CHXHCNVX Xô viết đứng đầu thế giới".
Theo tuyên bố, bản thân hiệp ước bao gồm một lời nói đầu và 26 bài viết.
- Trong lời nói đầu nó được cố định rằng Cộng hòa Xã hội chủ nghĩa Xô viết Liên bang Nga, Cộng hòa Xã hội chủ nghĩa Xô viết Ukraina, Cộng hòa Xã hội chủ nghĩa Xô viết Belorussia và Cộng hòa Xã hội chủ nghĩa Xô viết Liên bang Ngoại Kavkaz (có chứa Gruzia, Azerbaijan và Armenia) hành động ý chí tự do, đồng ý để tạo thành một đơn Liên bang nước Cộng hòa Xã hội chủ nghĩa Xô viết, được điều chỉnh trên các bài viết được liệt kê trong hiệp ước.
- Điều 1 liệt kê năng lực của các trách nhiệm mà các cơ quan của Liên bang sẽ có. Chúng bao gồm tất cả các vấn đề đối ngoại; Hiệp ước quốc tế; thay đổi trong biên giới bên ngoài; mở rộng Liên bang bằng cách chấp nhận các nước cộng hòa mới; tuyên chiến và đồng ý hòa bình; thương mại trong và ngoài nước; thẩm quyền phát triển kinh tế; tạo ra một dịch vụ bưu chính và vận chuyển duy nhất; lực lượng vũ trang; di cư nội bộ; tạo ra các dịch vụ tư pháp, giáo dục và y tế duy nhất cũng như thống nhất tất cả các đơn vị đo lường. Tất cả những điều trên sẽ do đó được kiểm soát trực tiếp bởi chính quyền của Liên minh. Hơn nữa, điều khoản cuối cùng được liệt kê rõ ràng, rằng chính quyền của Liên minh có thể lật đổ các hành vi của tất cả các nhà chức trách của Cộng hòa (có thể là Đại hội Xô viết, Xô viết Chính ủy Nhân dân hoặc Ban Chấp hành Trung ương)
- Các điều 2–10 đã xác định cấu trúc của các cơ quan tối cao của Liên bang. Cơ quan lập pháp, theo hiệp ước, là Đại hội Xô viết Liên Xô và giữa các đại hội, điều này đã được thực hiện bởi Ủy ban Chấp hành Trung ương Liên Xô (TsIK) (2). Các đại biểu Quốc hội sẽ được bầu bởi Liên Xô địa phương đại diện bởi một đại diện được bầu từ 25.000 cử tri ở khu vực đô thị và một cho 125.000 cử tri ở khu vực nông thôn (3). Đại biểu Quốc hội sẽ được bầu bởi Guberniya địa phương Liên Xô, chứ không phải là đảng Cộng hòa (4). Đại hội sẽ được tổ chức hàng năm, hoặc có thể được triệu tập theo yêu cầu của ít nhất hai nước Cộng hòa hoặc Liên bàn Tsik (5). TsIK sẽ là cơ quan chính để thực hiện chức năng điều hành giữa các đại hội. TsiK này là một cơ thể 371 người, mà các thành viên được đại diện tương ứng với dân số của Liên minh, và được bầu bởi Quốc hội (6). Liên bang TsIK sẽ họp bốn lần mỗi năm một cách thường xuyên, trong khi các phiên bất thường có thể được triệu tập theo yêu cầu của chính phủ Liên minh (Hội đồng Nhân dân)) hoặc bởi một trong những nước Cộng hòa cấu thành (7). Đại hội và Tsik sẽ được tổ chức tại thủ đô của Cộng hòa Liên minh theo thứ tự sẽ được quyết định bởi Chủ tịch của TsIK (8). Sau này, được bổ nhiệm bởi TsIK, đó sẽ là cơ quan quyền lực tối cao giữa các phiên của nó (9). Presidium này sẽ bao gồm mười chín thành viên, với bốn chủ tịch, mỗi chủ tịch đại diện cho bốn nước cộng hòa (10). Presidium cũng có quyền triệu hồi một phiên bất thường của TsIK.
- Điều 11 bổ nhiệm cơ quan điều hành, Hội đồng nhân dân (SNK). Các thành viên của hội đồng được bổ nhiệm bởi TsIK, và bao gồm mười danh mục đầu tư (ủy viên) cũng như một chủ tịch và các đại biểu của ông.
- Điều 12 quy định chức năng của Tòa án tối cao Liên bang Xô viết (dưới sự kiểm soát của Tsik) và cảnh sát mật, OGPU (dưới sự kiểm soát của SNK, và chủ tịch OGPU là một thành viên của SNK với phiếu bầu tư vấn). Việc tạo ra hai cơ quan này, được biện minh là các biện pháp khắc phục các yếu tố hình sự và phản cách mạng trong chính bài viết đó.
- Các điều 13–17 đã quy định khuôn khổ về các thủ tục pháp lý giữa các cơ quan tối cao của Liên minh (TsIK và SNK) và các cơ quan của mỗi nước cộng hòa. Tất cả các nghị định của SNK của Liên minh đều có hiệu lực ở mọi nước cộng hòa (13). Cũng xác nhận, là khía cạnh đa ngôn ngữ của Liên minh, xác định rằng tất cả các nghị định của Liên minh được in bằng ngôn ngữ chính thức của mỗi nước cộng hòa cấu thành (Nga, Ukraina, Belarus, Gruzia, Armenia và Turkic (tức là Azerbaijan))) (14). Nó được xác định rằng độ phân giải SNK của Liên minh chỉ có thể bị bác bỏ bởi TsIK của Liên minh hoặc Chủ tịch của nó (16), và nếu một nước cộng hòa Tsik chọn để phản đối nghị quyết hoặc nghị định của Liên minh Tsik, chính cuộc biểu tình không dừng việc thực hiện tài liệu (15). Sau đó, chỉ có thể nếu có vi phạm rõ ràng với luật hiện hành, và trong trường hợp này, nước cộng hòa phải thông báo ngay cho SNK của Liên minh và ủy ban liên quan (17).
- Điều 18 liệt kê các cơ quan có thẩm quyền sẽ được các nước Cộng hòa giữ lại và quy định Hội đồng nhân dân, mỗi đại biểu có một chủ tịch, đại biểu, mười một danh mục đầu tư và đại diện với các phiếu tham vấn của một số đại biểu cấp Liên minh., thương mại nước ngoài, vận tải và hậu cần.
- Đồng thời, điều 19 quy định rằng các cơ quan cấp cộng hòa, Liên Xô tối cao của nền kinh tế quốc gia (chủ tịch cũng có một chỗ ngồi đầy đủ trong SNK), các đại diện cho cung cấp thực phẩm, tài chính và lao động, cũng như sự kiểm tra của Liên Xô (the Rabkrin) mặc dù chinh phục các cơ quan Đảng Cộng hòa, các hoạt động của họ đã được điều chỉnh bởi Liên minh Tsik.
- Điều 20 thảo luận rằng ngân sách của các nước Cộng hòa sẽ hình thành ngân sách của Liên minh, và tất cả các chi phí và chi tiêu của các nước Cộng hòa sẽ được xác định bởi Tsik của Liên minh. Hơn nữa, sau này cũng sẽ xác định phần lợi nhuận, nếu có, mỗi nước Cộng hòa sẽ nhận được.
- Các điều 21–23 đã tạo ra một quốc tịch Liên Xô (21), biểu tượng của nhà nước (cờ, quốc ca và huy hiệu - 22), và chỉ định thủ đô của Liên bang tại Moskva (23).
- Điều 24 yêu cầu các nước cộng hòa sửa đổi hiến pháp của họ liên quan đến hiệp ước.
- Điều 25 quy định rằng bất kỳ sửa đổi, bổ sung hoặc thay đổi nào đối với hiệp ước chỉ có thể được thực hiện bởi Đại hội Liên Xô của Liên Xô.
- Điều 26 khẳng định điều khoản trong tuyên bố mà mỗi nước cộng hòa có quyền rời khỏi Liên minh.

## Hậu quả ngay lập tức

### Chính trị
Ban đầu, hiệp ước đã không làm thay đổi phổ chính trị lớn. Hầu hết các vị trí quản lý của các cơ quan tối cao của Nga Xô viết đã được tự động chuyển đến Liên Xô. Ví dụ, Chủ tịch Ủy ban Điều hành Trung ương Liên minh (TsIK) đã được Mikhail Kalinin thực hiện, người sẽ giữ ghế của mình làm Tsik của Nga. Tương tự như vậy, vị trí của Lenin là chủ tịch Hội đồng Nhân dân của Nga Xô viết (SNK), mà ông đã tổ chức kể từ Cách mạng, bây giờ sẽ được chuyển đổi thành Chủ tịch của SNK của Liên minh. Tuy nhiên, khi Lenin vẫn bị ốm vì đột quỵ, cả hai chiếc ghế của anh ta sẽ bị chiếm đóng bởi Alexei Rykov trong vai trò người đứng đầu chính phủ.
Vị trí của Tổng bí thư Đảng Cộng sản Joseph Stalin cũng không thay đổi. Tuy nhiên, vị trí của Đảng là. Trước hiệp ước Đảng Cộng sản Nga (bolsheviks) (RKP (b)), có văn phòng riêng của mình giám sát các hoạt động ở các vùng xa (ví dụ như văn phòng Turkestani, văn phòng Ngoại Kavkazn, vv). Sau khi Hiệp ước, đảng được tổ chức lại thành Đảng Cộng sản Liên minh (bolsheviks) (VKP (b) - V cho Vsesoyuznaya, Liên minh Tất cả). Trong khi các bên của Cộng hòa vẫn, bên Nga không chỉ giữ lại nó liên primus pares vị trí, nhưng chính thức tiếp quản như một cơ quan tối cao tại Liên Xô.

### Trung Á
Một khu vực mà sự phân chia quyền lực của Liên Xô không được giải quyết tại thời điểm ký kết Hiệp ước, là Trung Á Liên Xô có nhiều vấn đề. Một chiến trường lớn trong Nội chiến Nga, khu vực này sẽ không ổn định sau đó. Turkestan thuộc quyền kiểm soát của Nga khá gần đây, giữa năm 1867 và 1885. Hơn nữa, không giống như các biên giới dân tộc khác của Đế quốc Nga cũ, được giới hạn trong những ngày Sa hoàng (ví dụ như Ngoại Kavkaz mất quyền quản trị phong kiến vào giữa thế kỷ 19), chính quyền Xô viết thừa kế hai tỉnh đã được de jure không bao giờ một phần của Nga thích hợp, các Tiểu vương quốc Bukhara và Hãn quốc Khiva. Trong cuộc nội chiến Nga, những quá chia sẻ số phận của các nước cộng hòa khác, nhưng ngay cả ở đây tình trạng đặc biệt của họ đã được bảo quản, và họ đã thành lập như là Bukhara và Khorezm nhân dân nước Cộng hòa Xô viết. Mặc dù chiến thắng của Mikhail Frunze, cuộc xung đột đang diễn ra và toàn bộ các tỉnh đã được kiểm soát phong trào Basmachi vào năm 1922.
Để giải quyết vấn đề này, phù hợp với chính sách korenizatsiya, một chương trình lớn về phân định quốc gia ở Trung Á đã được thực hiện. Vào ngày 27 tháng 10 năm 1924, TsIK đã ban hành một nghị định nơi cựu Bukhara, Cộng hòa Nhân dân Khiva cũng như Turkestan của Nga Xô viết được tái tổ chức thành Uzbekistan Xô viết và Turkmenia Xô viết, cả hai đều trở thành Cộng hòa đầy đủ vào ngày 13 tháng 5 năm 1925. biên giới của các nước cộng hòa mới phù hợp với dân tộc, và Uzbekistan ban đầu cũng có một Cộng hòa Xã hội chủ nghĩa Xô viết tự trị Tajikistan mới được thành lập, sẽ được nâng lên thành Cộng hòa Liên minh đầy đủ vào ngày 16 tháng 10 năm 1929, trở thành Tajikistan Xô viết.

### Hiến pháp Liên Xô
Vào tháng 1 năm 1924, Đại hội Liên Xô lần thứ hai của Liên Xô, được gọi theo Hiệp ước phê chuẩn Hiến pháp Liên Xô năm 1924 đầu tiên. Văn bản của Hiến pháp về cơ bản là Hiệp ước được viết lại và mở rộng. Nó thậm chí còn chứa cùng một Tuyên bố. Trong khi Hiệp ước có 26 điều, Hiến pháp được chia thành mười một chương, với 72 điều khoản.

### Hậu quả và tính hợp pháp
Một số chuyên gia lập luận rằng Liên minh nguyên thủy của Cộng hòa xã hội chủ nghĩa Xô viết, đã chấm dứt tồn tại như vậy, khi thông qua Hiến pháp Xô viết năm 1936 ngày 5 tháng 12 năm 1936 đã thay đổi nội bộ và tổ chức lại Liên Xô từ Liên minh, một quốc gia liên bang thích hợp. Thay vì Đại hội Liên Xô, Hiến pháp mới đã tạo ra một quốc hội thường trực, Liên Xô Tối cao. Nó cũng gắn kết với nhau hầu hết các nhà chức trách, và đáng kể nhất khẳng định vai trò của Đảng Cộng sản là động lực đằng sau khối lượng công việc của Liên Xô.
Liên quan đến Hiệp ước ban đầu, việc thông qua Hiến pháp đã tổ chức lại trang điểm của Liên minh. CHXHCNXV LB Ngoại Kavkaz đã không còn tồn tại và ba nước cộng hòa đã thành lập nó đã được nhận vào Liên minh. Đồng thời hai quyền tự chủ của Nga Xô viết, các Kazak và Cộng hòa Tự trị Kirghiziaia được tái tổ chức thành các nước cộng hòa đầy đủ. Do đó, bảy người đã trở thành mười một.
CHXHCNXV LB Ngoại Kavkaz tồn tại cho đến ngày 5 tháng 12 năm 1936, khi nó được chia thành Armenia, Gruzia và Azerbaijan. Cùng ngày, Cộng hòa xã hội chủ nghĩa Xô viết tự trị của Liên bang Turkestan không còn tồn tại nữa, và lãnh thổ của nó bị chia rẽ giữa Kazakhstan và Kirghizia.

### 1940
Trong khúc dạo đầu cho Thế chiến II, một số nước cộng hòa mới đã được tạo ra trước khi Đức xâm chiếm Liên Xô năm 1941. Đầu tiên là Karelia-Phần Lan Xô viết, vào ngày 31 tháng 3 năm 1940 đã được nâng lên một nước cộng hòa từ Cộng hòa Tự trị Karel, trước đây là một phần của Nga Xô viết.
Sau khi sáp nhập các quốc gia vùng Baltic, Litva, Latvia và Estonia được chuyển thành CHXHCN Xô viết Litva (ngày 13 tháng 7), Latvia Xô viết (ngày 21 tháng 7) và CHXHCN Xô viết Estonia (cũng là ngày 21 tháng 7), và chính thức tiếp giáp Liên Xô vào ngày 3 tháng 8, 5 tháng 8 và 6 tháng 8, tương ứng. Cộng hòa cuối cùng là Moldavia Xô viết đã sáp nhập lãnh thổ lớn của Bessarabia với Cộng hòa Tự trị Moldova trước đó là một phần của Ukraina Xô viết.
Sau Thế chiến II, không có nước cộng hòa mới được thành lập, thay vào đó, Karelia-Phần Lan Xô viết đã bị hạ cấp thành một nước cộng hòa tự trị và được Nga Xô viết sáp nhập lại vào ngày 16 tháng 7 năm 1956.

### Bãi bỏ
Ngày 8 tháng 12 năm 1991, các nhà lãnh đạo của Ukraina và Belarus, và Nga Xô viết đã gặp nhau để đồng ý về việc hủy bỏ hiệp ước năm 1922 và đã chấm dứt vào ngày 25 tháng 12 năm 1991 giải tán Liên Xô.
Vào ngày 15 tháng 3 năm 1996, Duma của Liên bang Nga đã thể hiện quan điểm pháp lý của mình liên quan đến quyết định của Xô viết Tối cao về Nga Xô viết trong "Việc tố cáo Hiệp ước thành lập Liên bang Xô viết" là một hành động trái pháp luật vi phạm nghiêm trọng Hiến pháp của Nga Xô viết, các tiêu chuẩn của luật pháp quốc tế và sau đó có hiệu lực pháp luật.

### Dòng thời gian
- Ngày 21 tháng 12 năm 1922 - Hiệp ước đã ký kết.
- Ngày 30 tháng 12 năm 1922 - Hiệp ước được phê chuẩn.
- Ngày 27 tháng 10 năm 1924 - Các khu vực đông dân cư của Uzbek và Turkmen thuộc Cộng hòa Tự trị (trước đây là Nga Xô viết) được nâng lên thành các nước cộng hòa.
- Ngày 16 tháng 10 năm 1929 - Tajikistan Xô viết được tạo từ Cộng hòa Tự trị Tajik (phần trước của Nga Xô viết).
- Ngày 5 tháng 12 năm 1936 - với việc thông qua Hiến pháp Liên Xô năm 1936:

Phân chia CHXHCNXV LB Ngoại Kavkaz thành các CHXHCN Xô viết Armenia, Gruzia và Azerbaijan. Độ cao của Nga Xô viết-Kazakhstan và CHTT Kirgizia vào Kazakhstan và Kirghizia SSR.
- Ngày 31 tháng 3 năm 1940 - trong hậu quả của cuộc chiến tranh mùa đông, Cộng hòa Tự trị Karelia và các lãnh thổ được nhượng bởi Phần Lan (Cộng hòa Dân chủ Phần Lan) được sáp nhập vào Karelia-Phần Lan Xô viết. Nghề nghiệp của các nước Baltic của Liên Xô sau đó là sự sáp nhập của họ:
- Ngày 3 tháng 8 năm 1940 - CHXHCN Xô viết Litva được hợp nhất vào Liên Xô.
- Ngày 5 tháng 8 năm 1940 - Latvia Xô viết được hợp nhất vào Liên Xô.
- Ngày 6 tháng 8 năm 1940 - CHXHCN Xô viết Estonia được hợp nhất vào Liên Xô.
- Ngày 24 tháng 8 năm 1940 - CHXHCN Xô viết Moldavia được tạo ra từ Ukraina do ASSAM quản lý Moldavia và sáp nhập lãnh thổ Ressarabia của România.
- Ngày 16 tháng 7 năm 1956 - CHXHCN Xô viết Karelo-Phần Lan bị hạ cấp thành một nước cộng hòa tự trị và được Nga Xô viết sáp nhập lại.
- Ngày 24 tháng 8 năm 1991 - Tuyên bố độc lập Ukraina
- Ngày 8 tháng 12 năm 1991 - Hiệp định chấm dứt thỏa thuận của ba trong số bốn nước cộng hòa sáng lập.
- 25 tháng 12 năm 1991 - Hiệp ước chấm dứt.